# Sankt Pauli Theater

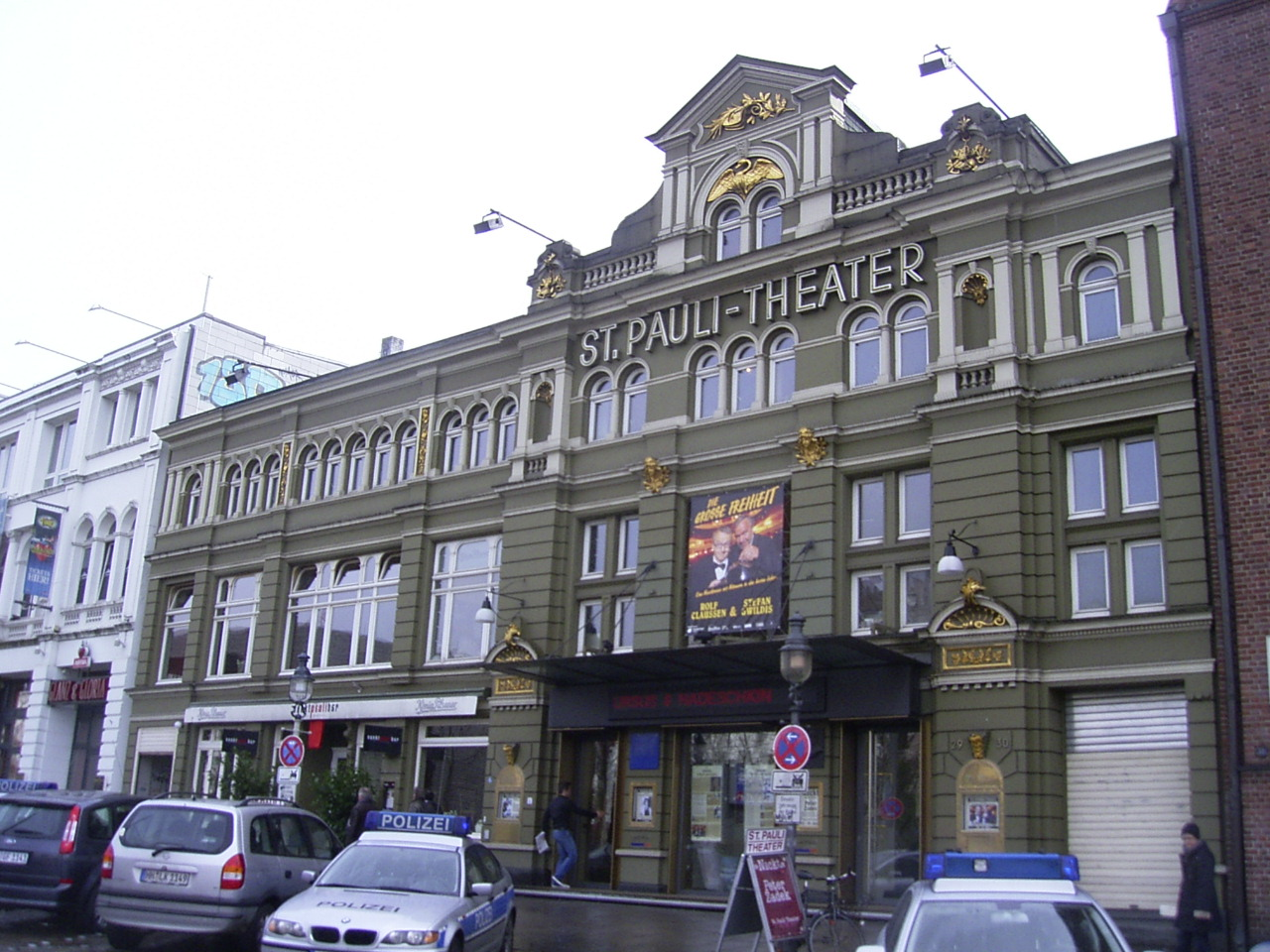
St. Pauli-Theater en la Spielbudenplatz en el barrio de Sankt Pauli en Hamburgo.

Sankt Pauli Theater es un teatro que se ubica en el barrio de Sankt Pauli de Hamburgo. Se construyó en 1841 y en un principio tuvo el nombre de Urania- Theater. El Sankt Pauli Theater es uno de los teatros más antiguos de Alemania. Tres años después de su fundación cambió de dueño y se llamó Actien Theater. En 1863 se convierte en el Varieté Theater su dueño Carl J. B. Wagner lleva a la escena piezas locales de Hamburgo representado en bajo alemán (dialecto de la zona). Tuvo mucho éxito. Al saber que el dueño, Ernst Drucker, era judío ,el teatro tuvo que cambiar de nombre y adopta el nombre de Sankt Pauli Theater, nombre que conserva hasta la actualidad. En 1970 viene el primer musical con el famoso cantante Freddy Quinn con Der Junge von Sankt Pauli. Después emiten comedias, cabarets y shows musicales. Desde entonces desfilaron grandes artistas y cabaretistas como  Eva Mattes, Ulrich Tukur, Peter Franke, Ulrich Waller, Mathias Richling, Matthias Deutschmann, Georg Schramm y Horst Schroth.